# Alice Bache Gould

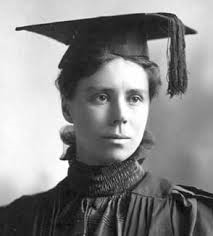
Alice Bache Gould um 1890

Alice Bache Gould (* 5. Januar 1868; † 25. Juli 1953) war eine US-amerikanische Mathematikerin,
Philanthropin und Historikerin, die einen Großteil ihres Lebens in Puerto Rico, Südamerika und Spanien verbrachte.
Ihre Familie lebte während ihrer Kindheit in Argentinien, wo ihr Vater eine verantwortungsvolle Position als Astronom innehatte.
Bache Gould wurde zur Ausbildung nach Cambridge, Massachusetts, geschickt, machte eine Ausbildung zur Mathematikerin und absolvierte ein Aufbaustudium in Mathematik. Sie unterrichtete eine Zeit lang am Carleton College in Minnesota. Als sie am Massachusetts Institute of Technology (MIT) eingeschrieben war, konnte sie aus gesundheitlichen Gründen ihre Dissertation nicht zu Ende führen und erhielt keinen Doktortitel. Danach hatte sie Schwierigkeiten eine Arbeit als Mathematikerin zu finden.
Da sie fließend Spanisch sprach, begann sie in der Folge ihrem Interesse an spanisch-amerikanischen Studien nachzugehen und arbeitete mehrere Jahre im Bildungssystem von Puerto Rico. Sie gab Mathematik zugunsten des Geschichtsstudiums auf und begann, über die Kolonisierung Amerikas durch Spanien zu forschen. Während des Ersten Weltkriegs unternahm sie Forschungsarbeiten in Madrid, wo sie sich freiwillig für Kriegseinsätze in der dortigen amerikanischen Botschaft und später in den Vereinigten Staaten meldete. Danach kehrte sie zurück nach Spanien, wo sie blieb, wo sie forschte und Artikel und ein Buch über Louis Agassiz veröffentlichte. Als der Spanische Bürgerkrieg begann, zog sie sich in die Vereinigten Staaten zurück und erlebte dort den Höhepunkt ihrer Karriere. Als der Bürgerkrieg vorüber war, kehrte sie erneut nach Spanien zurück.
Als Historikerin führten ihre Studien über Christoph Kolumbus und Königin Isabella I. (Kastilien) zur vollständigsten biografischen Darstellung der Besatzung von Kolumbus.
Im Jahr 1942 wurde Gould als erste Frau korrespondierendes Mitglied der Real Academia de la Historia und 1952 wurde sie mit dem Orden de Isabel la Católica ausgezeichnet, nachdem sie zuvor bereits andere Ehrungen erhalten hatte.
Gould heiratete nie und hatte keine Kinder. Sie unterhielt enge Beziehungen zu einigen wenigen Freundinnen, hauptsächlich durch Briefwechsel. Es gibt keine Hinweise auf eine feste Beziehung. Nur eine Freundin scherzte über die tief ausgeschnittenen Kleider, die sie in Puerto Rico trug. Als Forscherin in Spanien war sie eine hochangesehene Dame.

## Frühes Leben und Bildung
Alice Bache Gould wurde am 5. Januar 1868 in Cambridge (Massachusetts), als Tochter von Benjamin Apthorp Gould (1824–1896) und Mary Apthorp Quincy Gould (1834–1883) geboren.
Ihre Mutter gehörte zur Quincy political family und war eine Nachfahrin von Pastor George Phillips, der sich 1630 in Watertown, Massachusetts, niedergelassen hatte.
Ihr Vater, ein Astronom, leitete das argentinische Nationalobservatorium.
Alice lebte kurz mit ihrer Familie in Córdoba (Argentinien), bevor sie 1871 nach Cambridge zurückgeschickt wurde um bei Verwandten zu leben.
Danach lebte sie hauptsächlich in den Vereinigten Staaten, reiste aber häufig nach Argentinien.
Tragischerweise wurden ihre älteren Schwestern Susan Morton Quincy Gould, Lucretia Goddard Gould und ihr Kindermädchen Alvina Fontaine am 8. Februar 1874 auf einer Geburtstagsreise zum Rio Primero mitgerissen und ertranken.
Alice und ihre jüngeren Geschwister Mary und Benjamin konnten nicht helfen. 1883 erlitt Alice Bache Gould einen weiteren Verlust, als ihre Mutter starb.
Ihr Vater kehrte schließlich 1885 aus Argentinien zurück.
Gould studierte 1885 kurz an der Society for the Collegiate Instruction of Women in Cambridge (später: Radcliffe College), bevor sie von 1886 bis 1889 das Bryn Mawr College besuchte.
Eine ihrer engen Freundinnen war Emily Greene Balch.
Sie schloss das Bryn Mawr College als Mitglied der zweiten Abschlussklasse der Schule 1889 mit ihrem Bachelor of Arts in Mathematik und Physik ab.
Anschließend studierte sie am Massachusetts Institute of Technology und von 1890 bis 1893 am Newnham College in England.
Newnham erlaubte Frauen zwar den Besuch von Kursen, verlieh ihnen zu der Zeit aber noch keine Abschlüsse.
Nach einer kurzen Lehrtätigkeit am Carleton College in Northfield, Minnesota, wurde sie 1894 Doktorandin in Mathematik an der Universität von Chicago, wo sie bei Eliakim Hastings Moore studierte.
Der Tod ihres Vaters 1896, das Ende ihres Stipendiums, und ihr schlechter Gesundheitszustand hinderten sie jedoch daran, ihre Dissertation über die Brocardianische Geometrie, eine von Henri Brocard entwickelte Art der Geometrie, abzuschließen. Sie kehrte nach Cambridge zurück, um ihre Gesundheit wiederherzustellen.
Am 17. November 1897 erfüllte Alice einen Wunsch ihres Vaters, indem sie der Nationalen Akademie der Wissenschaften 20.000 Dollar für den Benjamin-Apthorp-Gould-Fonds spendete, um Forscher zu unterstützen und „die Wissenschaft der Astronomie voranzubringen“.:170
Die New York Times bezeichnete diese Spende seinerzeit als „eine der größten Fördermittelsummen des Landes“.

## Puerto Rico
Im Jahre 1901 veröffentlichte Gould in der Reihe Beacon Biographies of Eminent Americans von Mark Antony De Wolfe Howe’s eine historische Monographie über Louis Agassiz.
Sie wurde für ihre Beschreibungen der Persönlichkeit von Agassiz und der brasilianischen Landschaften gelobt.
1903 reiste Gould nach Puerto Rico, wo sie für die nächsten sieben Jahre lebe.
Um 1905 gründete Gould einen "Puerto Rico Teachers’ Fund", um Geld für eine Krankenpflegeschule zu sammeln.
1907 machte sie größere Spenden an den Kissinger-Hilfsfonds für die Erforschung des Gelbfiebers
und wurde von Bailey K. Ashford angesprochen, eine puerto-ricanische Schule für Tropenmedizin zu unterstützen.
Im Zeitraum von 1941 bis 1947 spendete Gould der Kongressbibliothek der Vereinigten Staaten etwa 1500 Artikel über Puerto Rico.

## Spanien und die neue Welt
Während ihres Aufenthalts in Südamerika interessierte sich Gould für die Kolonisierung Amerikas und verfasst einen Artikel über die frühe Kolonisierung von Barbados.
1911 ging sie nach Spanien, wo sie im Archivo General de Simancas und anderen Archiven über Christoph Kolumbus und Königin Isabella die Katholische forschte.
Dort verbrachte sie den Großteil ihres weiteren Lebens.

### Erster Weltkrieg
Während des Ersten Weltkriegs arbeitete Gould in der Botschaft der Vereinigten Staaten in Madrid, wo sie freiwillig im Spionagebüro tätig war. Sie bemühte sich, weibliche Büroangestellte für die Botschaft zu gewinnen, um das dortige Personal zu unterstützen.
Im März 1918 kehrte sie nach Boston zurück, in der Erwartung dort nur einige Monate zu bleiben.
Als ihr klar wurde, dass sie für einige Zeit nicht nach Spanien zurückkehren konnte, versuchte sie in den Vereinigten Staaten Arbeit zu finden, bei der sie ihre mathematische Ausbildung nutzen könnte.
Es standen nur wenige Optionen zur Verfügung. Sie hatte schließlich die Möglichkeit Forest Ray Moulton
im Ordnance Department in Washington, D.C. bei der „routinemäßigen und eintönigen“ Arbeit als „Computer“ zu assistieren oder ihrem früheren Berater E. H. Moore zu helfen. Moore gab an der Universität von Chicago für Studenten des Naval ROTC Kurse in Navigation.
Sie entschied sich für die Zusammenarbeit mit Moore und genoss es, für den Krieg nützliche Arbeit zu machen. Dabei interessierte
sie sich besonders für die mathematischen Techniken der Großkreisenavigation oder auch orthodrome Navigation und begann,
ihre eigenen Gredanken zu dieser Thematik niederzuschreiben.
1919 wurde sie an der Universität von Chicago nicht mehr eingesetzt und ihre Texte blieben unvollständig.

### Kolumbusforschungen
Goulds erste veröffentlichte Arbeit über die spanische Kolonisierung Amerikas erschien 1924 im Bulletin der Real Academia de la Historia (der zeitschrift der spanischen Königlichen Akademie für Geschichte).
1925 kehrte sie nach Spanien zurück, um ihre Forschungen über die Ära des Kolumbus fortzusetzen. In den folgenden 42 Jahren wurden die Ergebnisse ihrer Forschungen überwiegend dort veröffentlicht.
Im Jahr 1984 wurden die Publikationen gesammelt und als Nueva lista documentada de los tripulantes de Colon 1492 neu veröffentlicht.

### Spanischer Bürgerkrieg
Während des Spanischen Bürgerkriegs kehrte Gould 1936 kurz nach Boston zurück.
Während dieses Aufenthalts in Boston unterstützte sie ein weiteres Projekt:
Im Jahr 1937 trug sie wesentlich dazu bei, das historische Josiah Quincy House in den Besitz der Society for the Preservation of New England Antiquities (Gesellschaft für die Erhaltung der Antiquitäten Neuenglands) zu bringen. Nach dem Ende des Bürgerkriegs kehrte Gould wieder nach Spanien zurück.

### Christoph Kolumbus und seine Mannschaft
Als Ergebnis ihrer Forschungen war Gould in der Lage, 87 der 90 Besatzungsmitglieder, die Kolumbus 1492 auf seiner transatlantischen Reise begleiteten, genau zu identifizieren, sie und ihre historische Situation detailliert zu beschreiben und eine Reihe historischer Fehler zu korrigieren. Ihre Studien ergaben, dass nur vier Mann der Besatzung des Columbus Schwierigkeiten mit dem Gesetz hatten, wodurch die These widerlegt wurde, dass die meisten von ihnen Kriminelle und Knastbrüder gewesen seien. Sie zeigte auch, dass kein Engländer, Ire oder anderer Nordeuropäer an Bord der Columbus-Schiffe war. Sie konnte beweisen, dass Pedro de Lepe, dessen Existenz lange umstritten war, mit Kolumbus auf der Santa Maria gesegelt war. Gould fand eine beglaubigte Kopie des Dokuments, in dem die fortdauernden Rechte der Nachkommen des Kolumbus auf seine Privilegien anerkannt wurden und wurde besonders für die Fähigkeit gelobt, die Schrift der Hofschreiber lesen zu können. Außerdem war sie maßgeblich an der Rettung von Dokumenten beteiligt, die sonst weggeworfen und vernichtet worden wären.
Samuel Eliot Morison der den Pulitzer-Preis für seine Biographie von Kolumbus, Admiral des Ozeans (1942), erhielt, beschrieb Gould wie folgt: „Eine vornehme, grauhaarige Dame, meist in schwarzem Bombasin mit einem alten Hut gekleidet, schreitet entschlossen in das Archiv der Indias, um für mich ein Dokument zu finden, von dem der Archivar behauptete, es existiere nicht.“
Er lobte nachdrücklich ihre Arbeit, die er für das wertvollste Stück kolumbianischer Forschung im 20. Jahrhundert hielt.

## Auszeichnungen
1942 wurde Gould das einzige weibliche korrespondierende Mitglied der Real Academia de la Historia.
Im Jahr 1947 wurde sie Ehrenmitglied der Colonial Society of Massachusetts und damit die erste Frau, die als Mitglied aufgenommen wurde.
1952 wurde ihr der Orden de Isabel la Católica verliehen, der ihr in Sevilla von Joaquin Ruiz Jimenez, dem spanischen Bildungsminister, überreicht wurde.

## Späteres Leben
Sechs Jahre vor ihrem Tod brach Gould auf der Straße an einem Hitzschlag zusammen und erhielt die ärztliche Aufforderung weniger Zeit mit der Arbeit zu verbringen.
Gould starb am 25. Juli 1953 im Garten von Schloss Simancas in der Nähe des Archivs an einer Gehirnblutung.
Da sie kongregationalistisch-protestantischer Abstammung war, wurde sie auf dem englischen Friedhof von Madrid beigesetzt, der Nicht-Katholiken vorbehalten ist.
Ihr Grab wurde mit einem steinernen Buch verziert, auf dem ihr Name steht. Nach ihrem Tod wurde eine Gedenktafel an der Eingangstür des Archivs angebracht, um „Miss Alice B. Gould, eine illustre nordamerikanische Forscherin und große Freundin Spaniens“ zu ehren.
Sie hatte 40 Jahre lang in diesem Archiv gearbeitet und starb am Eingang des Archivs. Das spanische Original lautet: „A miss Alice B. Gould, ilustre investigadora norteamericana y gran amiga de España. trabajó en este archivo durante cuarenta años y murió a su entrada el día 25 de julio de 1953.“
Ein Platz in Simancas wurde nach ihr benannt.

## Werke
Goulds wissenschaftlicher Nachlass ist in mehreren Archiven enthalten, darunter dem der Massachusetts Historical Society, der Library of Congress der Vereinigten Staaten, der Elmer-Holmes-Bobst-Bibliothek in New York City und der Real Academia Española, der Spanischen Königlichen Akademie für Geschichte.
- Obras de Gould, Alice Bache, 1868–1953 (14). Biblioteca Virtual Miguel de Cervantes, abgerufen am 24. Oktober 2022 (spanisch).
- Alice Bache Gould: The adventure of the missing fortnight. In: The Atlantic Monthly. Band 124, Nr. 1, 1919, S. 34–44 (eingeschränkte Vorschau in der Google-Buchsuche).